# Calibratura della frutta
La calibratura è un processo nella lavorazione della frutta (e della verdura), che ha lo scopo di garantire un determinato standard qualitativo per il cliente finale.
Gli standard vengono definiti in base a criteri quali la colorazione esterna, la forma, la dimensione, la freschezza, la difettosità, il grado di maturazione. Mediante l'operazione della calibratura i frutti vengono selezionati per peso, colore e dimensione, per evitare di mettere sul mercato prodotti con doppio frutto, o prodotti dalla sagoma irregolare, ecc.
L'operazione viene svolta per mezzo di due tipologie di macchinari (calibratrici) meccanici o elettronici. Le calibratrici meccaniche sono basate su sistemi molto datati, ma ancora in uso, quali grandi cilindri dalla struttura a rete con maglie di una determinata dimensione, che, al passaggio, scartano i frutti troppo piccoli e mandano avanti solo quelli di dimensione maggiore. Questo tipo di macchinario non permette il controllo cromatico.
Le calibratrici elettroniche sono basate su sistemi ottici ad alta tecnologia, che fanno ruotare il frutto sotto un fascio luminoso che ne rileva i difetti, selezionando quindi prodotti che hanno un determinato colore, peso, forma e completamente privo di difetti (per la prima scelta).
Il processo di calibratura divide il prodotto in fasce di prezzo a seconda della qualità, secondo le norme della Commissione europea relative alla regolamentazione della qualità nel settore ortofrutticolo.